# Francisco Xavier de Garaycoa

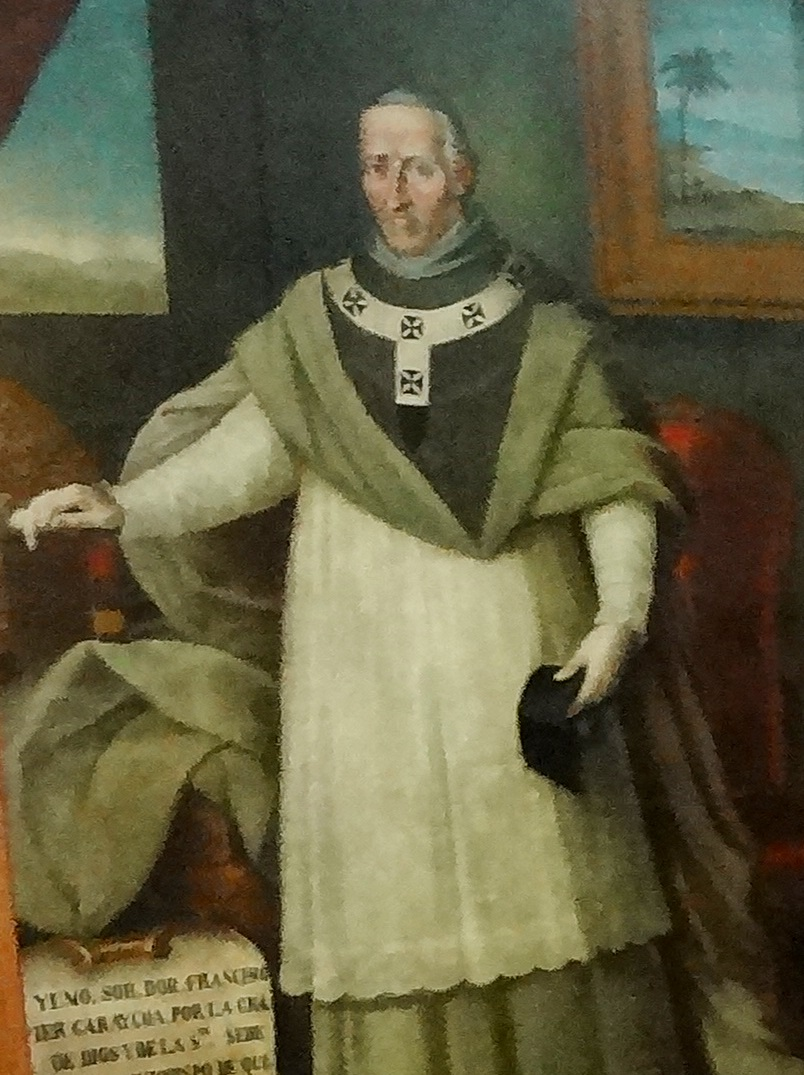
Francisco Xavier de Garaycoa

Francisco Xavier de Garaycoa Llaguno (* 4. Dezember 1775 in Guayaquil, Ecuador; † 3. Dezember 1859 in Quito) war ein ecuadorianischer römisch-katholischer Geistlicher. Er war der erste Bischof von Guayaquil sowie ab 1851 Erzbischof von Quito.

## Leben
Francisco Xavier de Garaycoa, Sohn eines spanischen Einwanderers und einer Ecuadorianerin, studierte in seiner Heimatstadt und wurde 1798 Doktor der Theologie. Am 15. März 1799 empfing er die Priesterweihe und war zunächst als Theologieprofessor tätig. In dieser Zeit erlebte er auch die Unabhängigkeitserklärung der Stadt Guayaquil am 9. Oktober 1820, die den Unabhängigkeitsprozess in Ecuador einleitete. 1835 wurde Garaycoa Gemeindepfarrer von San Alejo.
Papst Gregor XVI. ernannte ihn am 15. Februar 1838 zum ersten Bischof des neuerrichteten Bistums Guayaquil, nachdem ihn der ecuadorianische Nationalkongress zuvor auf diesen Posten gewählt hatte. Die Bischofsweihe spendete ihm am 14. Oktober desselben Jahres Nicolás Joaquín de Arteta y Calisto, Bischof von Quito. Große Anerkennung erwarb sich Garaycoa während einer Gelbfieberepidemie. Zeitgenössische Historiker bezeichneten ihn aufgrund seines Wirkens als „Engel der Liebe“.
1849 wählte ihn der Nationalkongress zum neuen Erzbischof von Quito. Die Bestätigung durch Papst Pius IX. erfolgte allerdings erst am 5. September 1851. Francisco Xavier de Garaycoa starb im Dezember 1859.